# 鶏鳴八滝
鶏鳴八滝（けいめいはったき・けいめいはちたき）は、滋賀県甲賀市信楽町神山に流れる8つの滝の総称。

## 概要
元々は鶏鳴の滝が知られていて、その上下流の7つの滝は公募により2010年に名前が決められた。1kmの間に8つの滝がある。
滝ごとに滝の名前が書かれた信楽焼の狸が置いてある。

## 各滝について

### 初音の滝（はつねのたき）

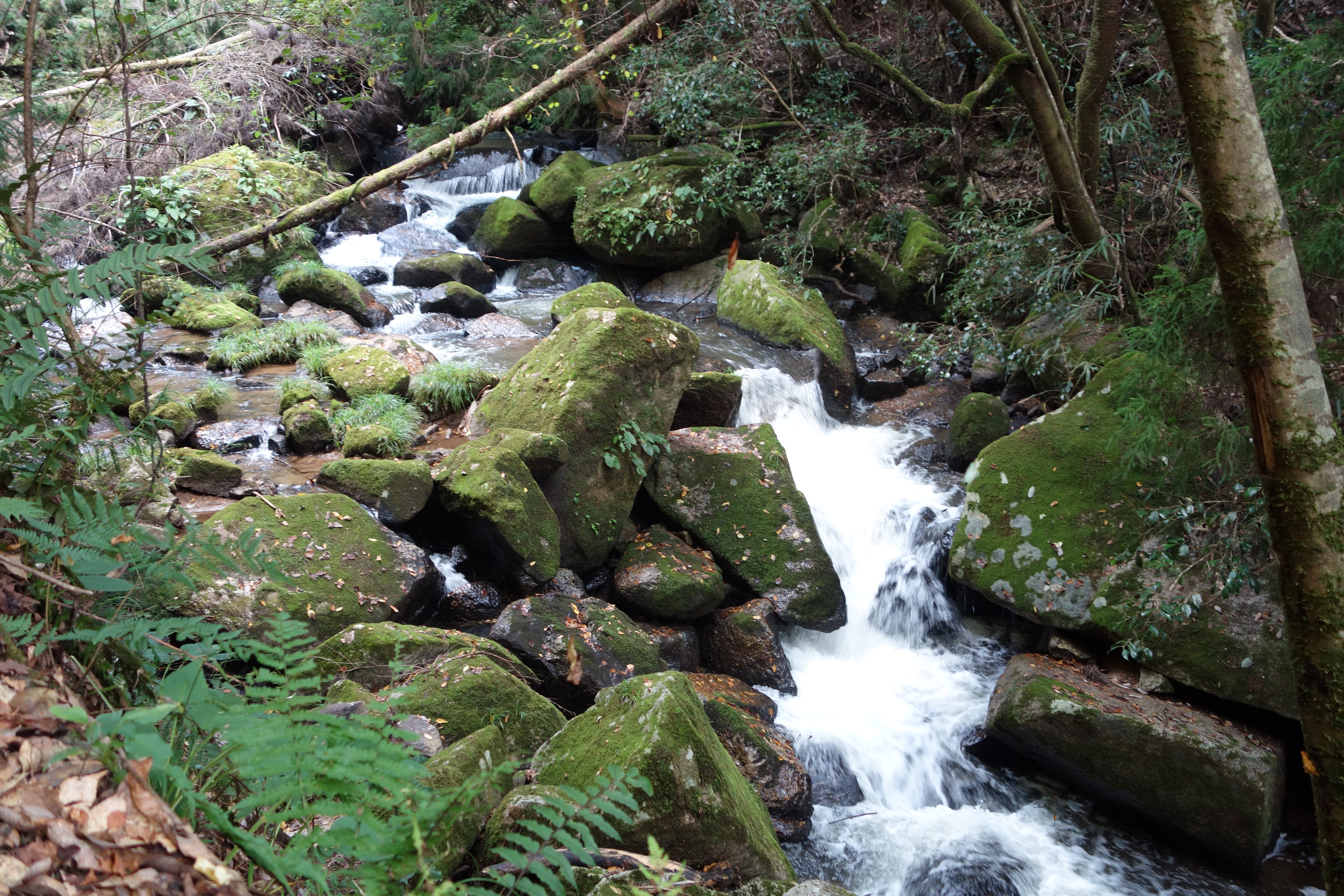
初音の滝

直瀑 1 m

### 垂尾の滝（しだりおのたき）
斜瀑 2 m

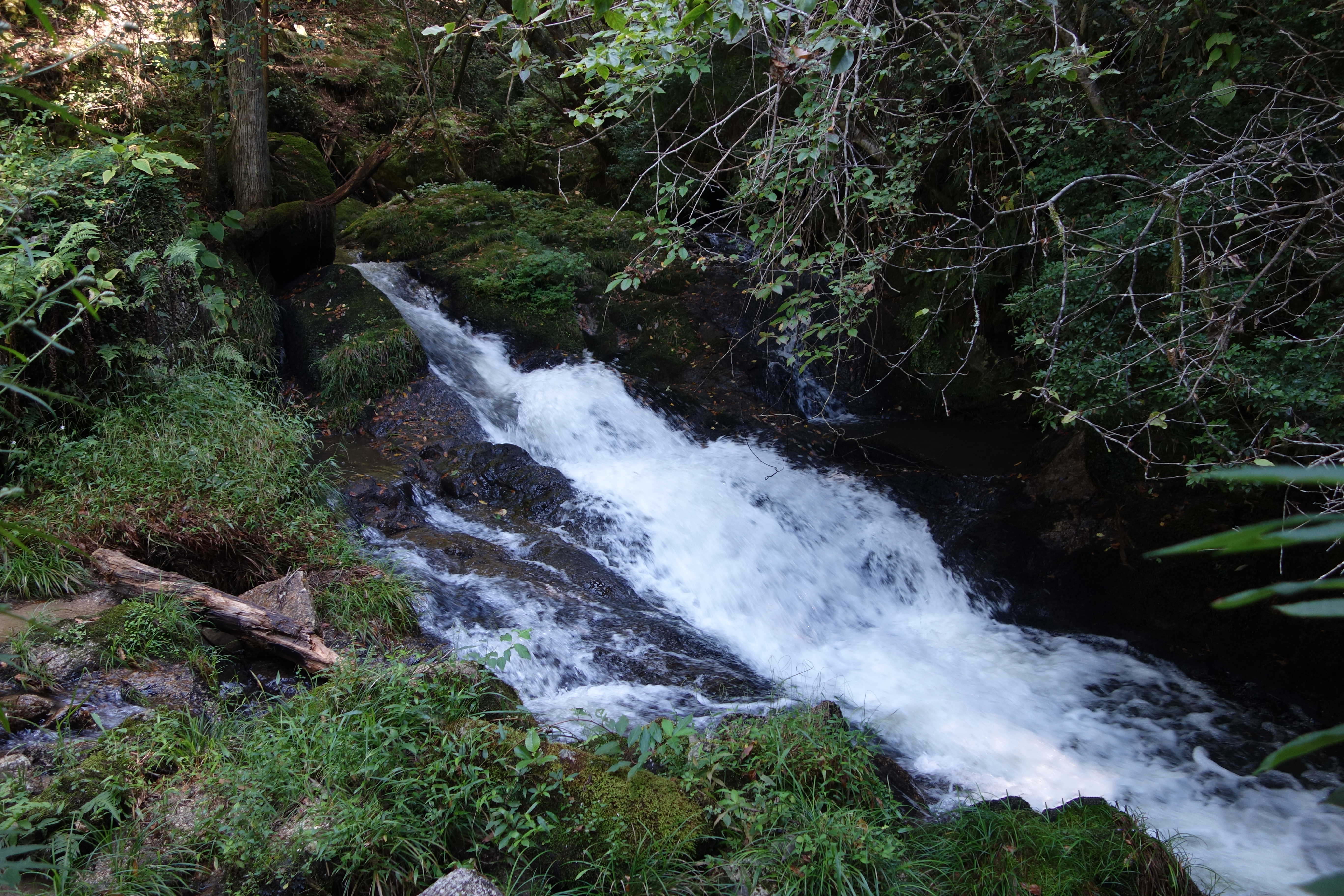
垂尾の滝

駐車場からもっとも近くにある滝。東屋のある親水公園がある。

### 白神の滝（しらがみのたき）

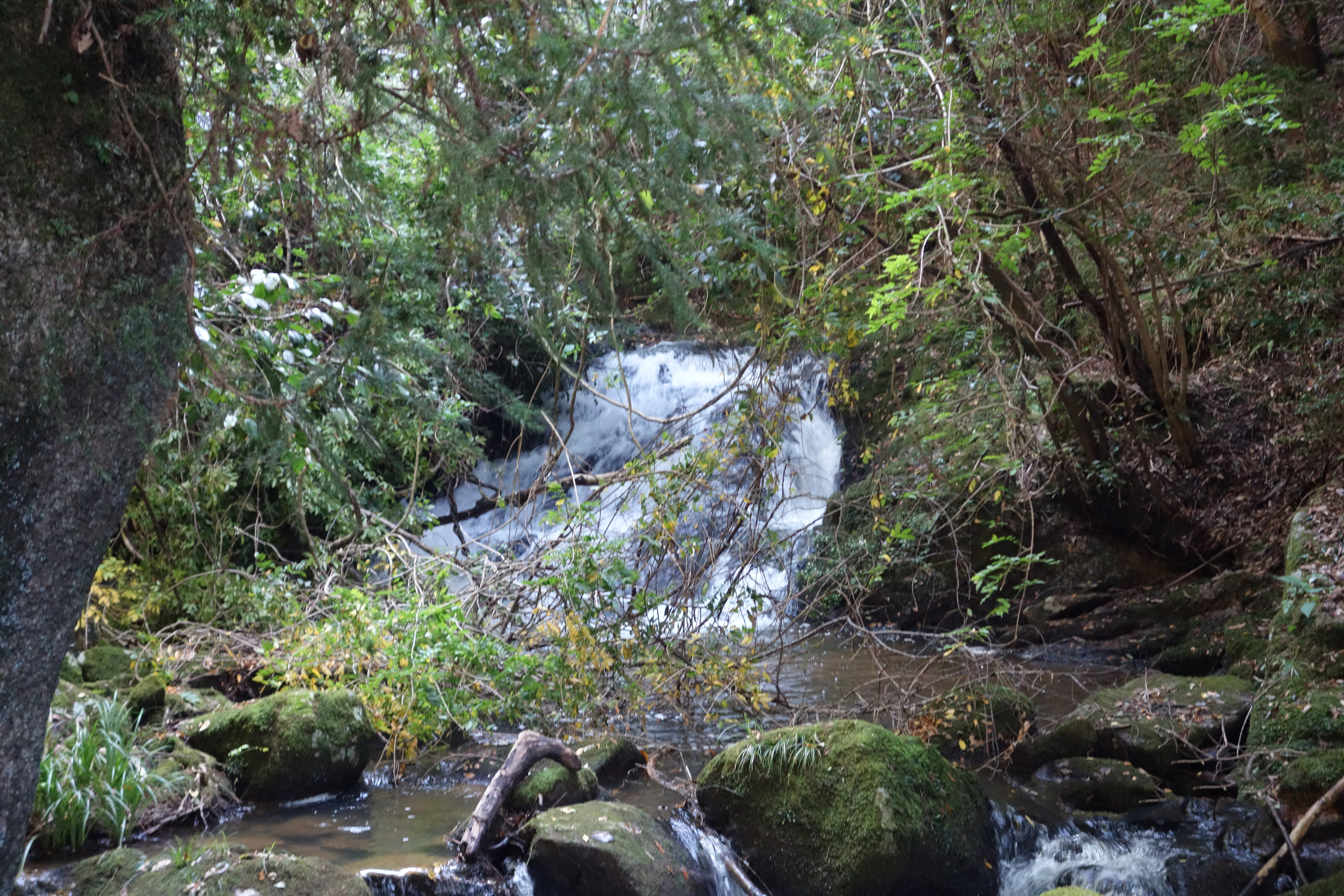
白神の滝

斜瀑 4 m

### 鶏鳴の滝（けいめいのたき）
直瀑 10 m

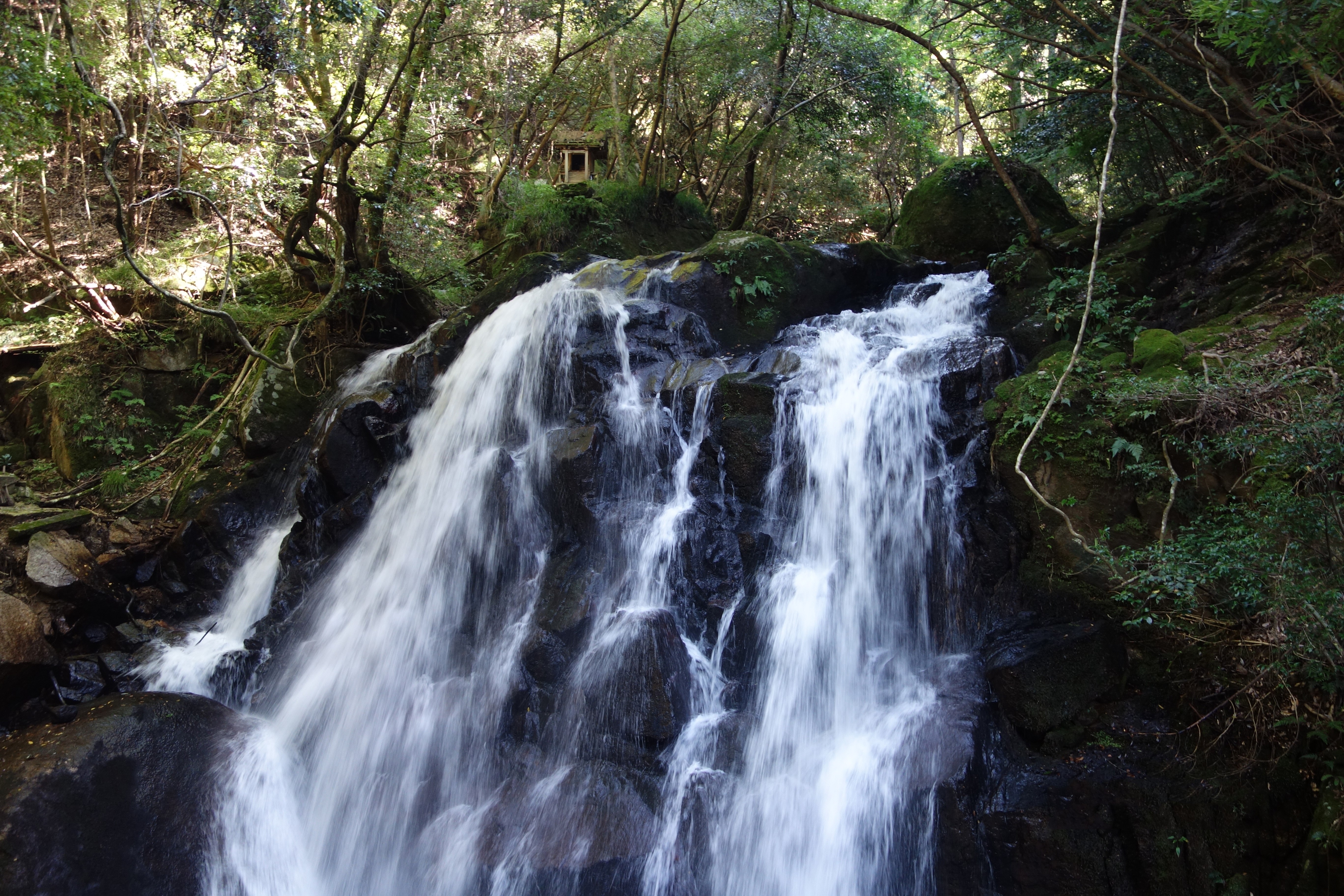
鶏鳴の滝

東方にそびえる笹ヶ岳(738 m)の山頂にかつて古い寺があり、その閼伽池（あかいけ）から黄金の鶏が現れ、新年の幸を告げるという伝説にちなんでいる。
滝の周辺には、ベンチ、神山発電所跡の疏水、不動明王の石像、小さな祠がある。

### 白蛇の滝（びゃくじゃのたき）

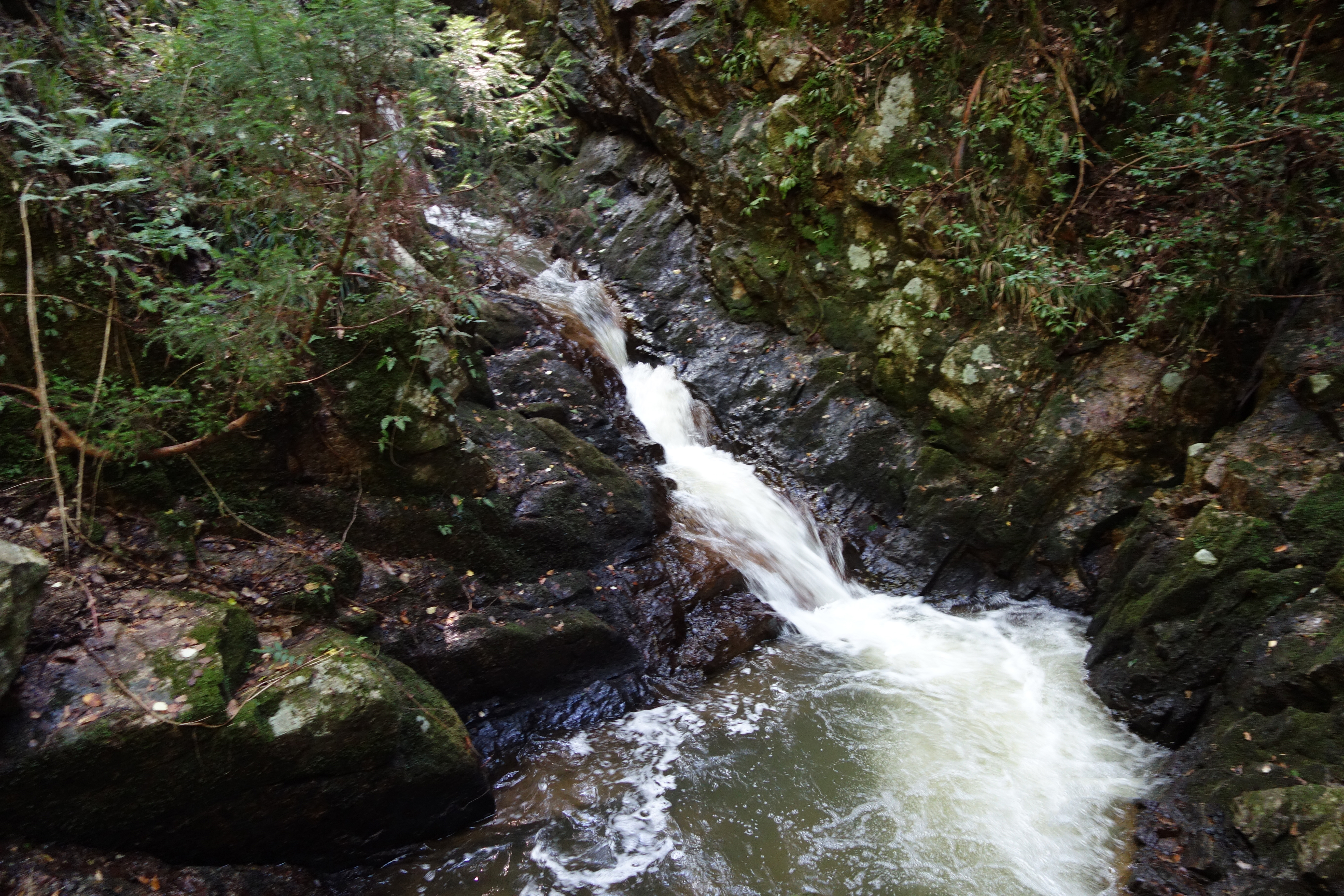
白蛇の滝

斜瀑 10 m

### 白布の滝（はくふのたき）
斜瀑 1 m

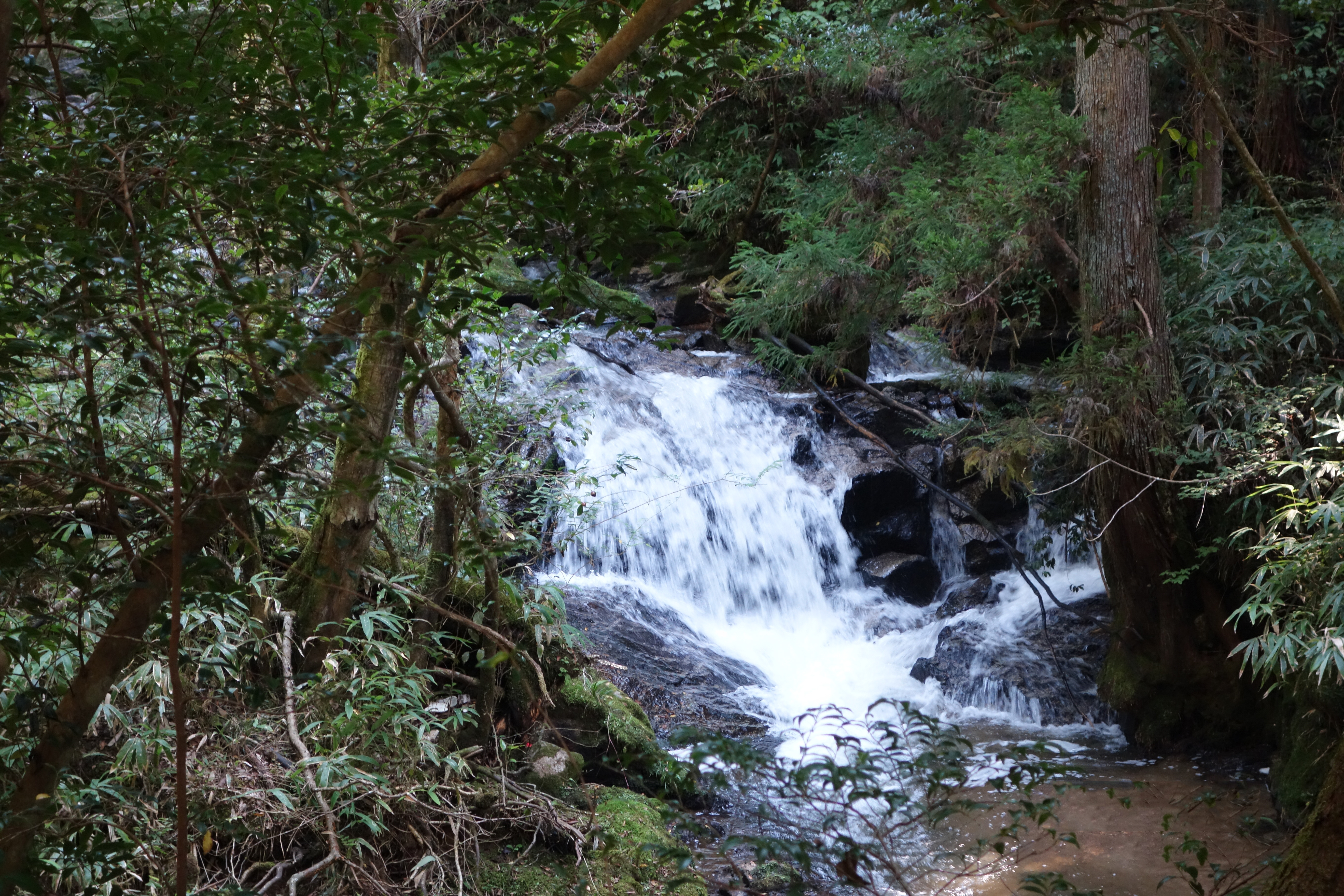
白布の滝

白蛇の滝からは少し距離がある。神山発電所跡の貯水池よりも上流にある。

### 岩しだれの滝（いわしだれのたき）

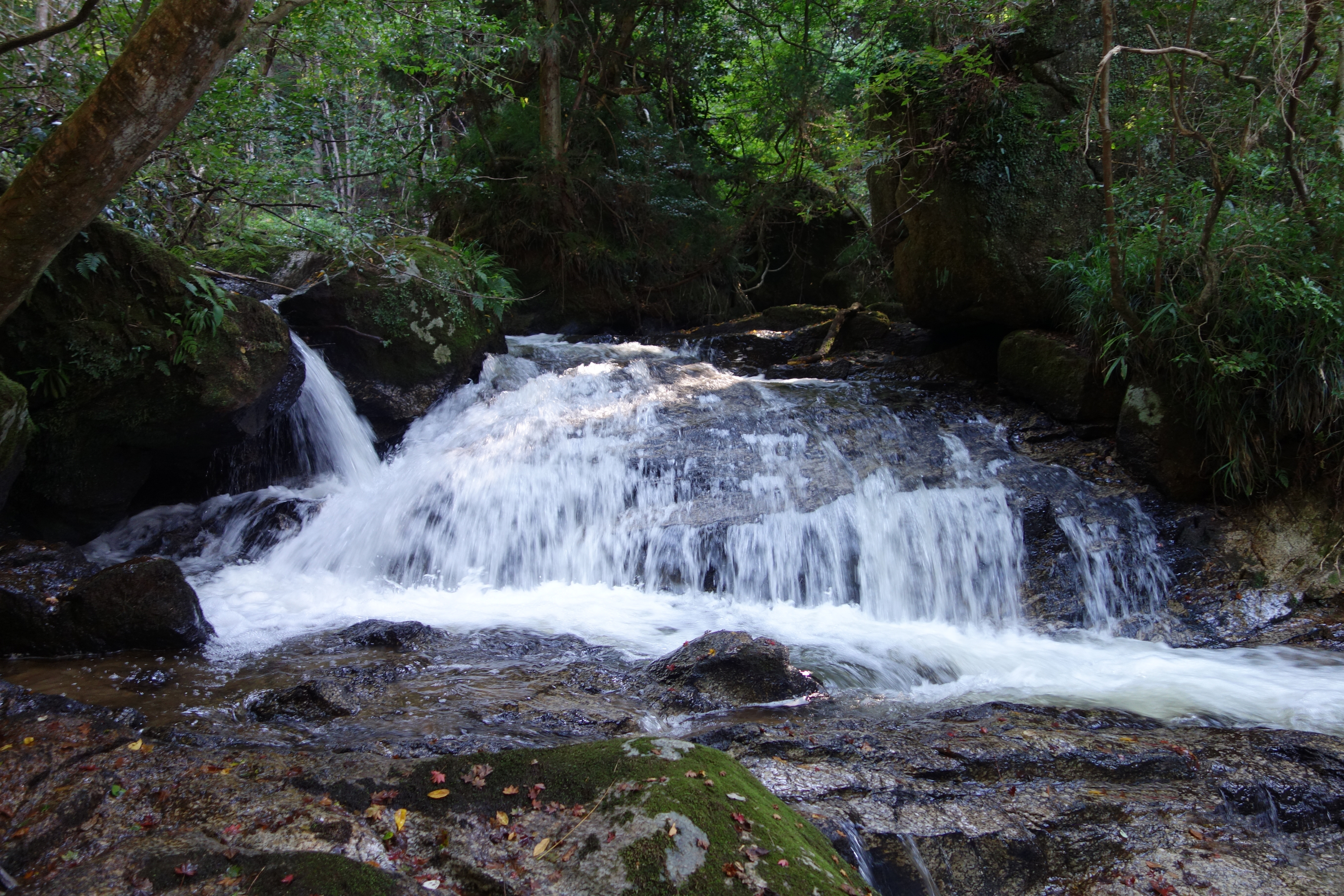
岩しだれの滝

分岐瀑 3 m

### 神有の滝（かみありのたき）

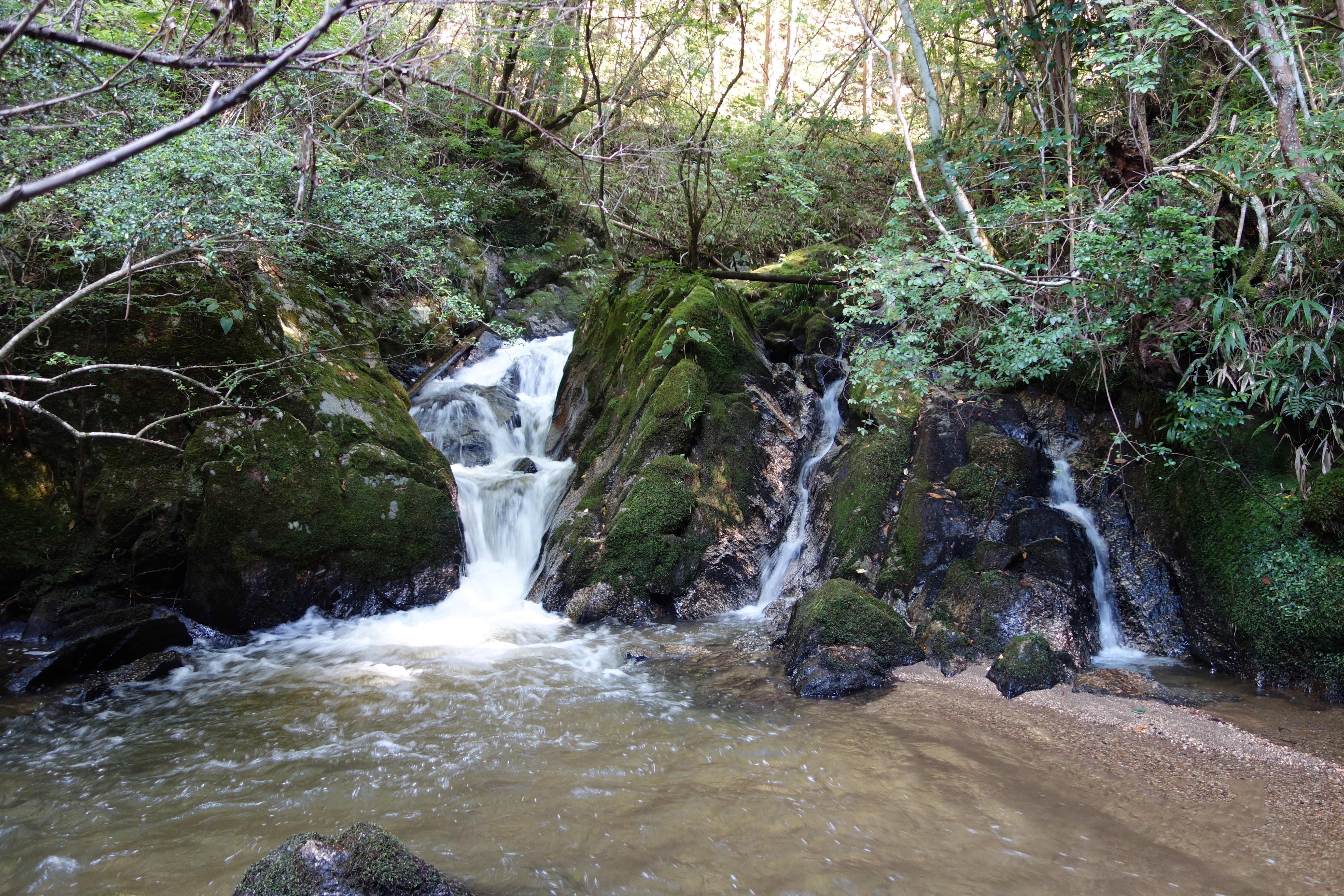
神有の滝

分岐瀑 3 m

## 神山発電所
かつて鶏鳴八滝周辺にあった水力発電所（最大出力100kW）。現在も貯水池や疏水が残されている。
1914年（大正3年） - 信楽水力電気株式会社により神山発電所が建設。
1953年（昭和28年） - 水害により発電所設備が流失。

## アクセス
国道307号「立石橋」から国道422号に入り、「神山」交差点を曲がり県道334号を南下し、1.2 km付近で看板があり、さらに林道を進むと駐車場・親水公園がある。